# Liga de Béisbol Profesional de la República Dominicana 2006-07
La temporada de la Liga Dominicana de Béisbol Profesional 2006-2007 fue la 53.ª edición de este campeonato. La temporada regular comenzó el 18 de octubre de 2006 y finalizó el 23 de diciembre de 2006. El Todos contra Todos o Round Robin inició el 26 de diciembre de 2006 y finalizó el 17 de enero de 2007. La Serie Final se llevó a cabo, iniciando el 19 de enero y concluyendo el 26 de enero de 2007, cuando las Águilas Cibaeñas se coronaron campeones de la liga sobre los Tigres del Licey.